# 克拉克冰川
77°25′S 162°22′E / 77.417°S 162.367°E
克拉克冰川（英語：Clark Glacier）是南極洲的冰川，位於維多利亞地，處於奧林匹斯山脈地區，流經忒修斯山和艾倫山之間，現時由南極條約體系管理。